# Servicewüste
Servicewüste ist ein Schlagwort aus dem Bereich Management, das von Hermann Simon im Spiegel 51/1995 geprägt wurde. Es bezeichnet „das völlige Fehlen akzeptabler Dienstleistungen“. Es wird verwendet, um beispielsweise ein Land, eine Region oder einen Bereich zu beschreiben, wo generell der Dienstleistungssektor oder speziell die Aufmerksamkeit gegenüber Kunden und Klienten schwach, schlecht oder gar nicht entwickelt ist. Der Begriff ist entsprechend negativ behaftet.
Der Begriff wird gerne für Deutschland verwendet („Servicewüste Deutschland“). Hintergrund ist, dass viele Unternehmen nach dem Kauf eines Produktes keinerlei weitere Services anbieten oder keine Kundenwünsche berücksichtigen. Dazu können Reparaturen und Wartungen im Allgemeinen gezählt werden. Diese werden nur gegen die Entrichtung weiterer Gebühren vorgenommen.